# Bãi Huyền Trân
Bãi Huyền Trân hay bãi cạn Huyền Trân, bãi ngầm Huyền Trân (tiếng Anh: Alexandra Bank; tiếng Trung: 人骏滩; bính âm: Rénjùn tān, Hán-Việt: Nhân Tuấn than) là một rạn san hô ở phía nam Biển Đông. Việt Nam cho xây dựng tại đây cấu trúc thép có tên là nhà giàn DK1 và giao cho Tiểu đoàn DK1 trực thuộc Bộ Tư lệnh Vùng 2 Hải quân kiểm soát, đồng thời duy trì một trạm khí tượng và một hải đăng.
Việt Nam tuyên bố bãi Huyền Trân nằm trên thềm lục địa phía nam, không thuộc quần đảo Trường Sa và bác bỏ sự gán ghép bãi này vào quần đảo Trường Sa. Đài Loan và Trung Quốc quan niệm bãi này thuộc quần đảo Nam Sa.

## Địa lý
Bãi Huyền Trân là rạn san hô, nằm cách Vũng Tàu 248 hải lý về phía đông nam, cách bãi Quế Đường 11 hải lý về phía đông bắc và chỉ cách bãi Phúc Tần 3,5 hải lý về phía đông nam. Rạn dài 8 km theo trục bắc nam và rộng 5,5 km theo trục tây-đông. Tổng diện tích 32,61 km², trong đó vụng biển chiếm 18,02 km². Phần vành đai sâu 6-8m, nở rộng đến 0,8–1 km ở phần bắc, đông bắc, đông và đông nam. Phần vụng biển sâu hơn 10m, tối đa chỉ 20m. Nơi nông nhất của bãi Huyền Trân có độ sâu 5,3m.

## Hoạt động của con người
Nhà giàn
Về mặt hành chính, bãi Huyền Trân thuộc phạm vi quản hạt của tỉnh Bà Rịa – Vũng Tàu. Tại đây người ta dựng lên cấu trúc thép gọi là nhà giàn DK1, số hiệu DK1/7, hoàn thành lần đầu ngày 11 tháng 11 năm 1991. Năm 2014, nhà giàn Huyền Trân được xây dựng lại kiên cố hơn, gồm có hai cấu trúc nhà giàn nối với nhau, được cho là chịu được bão có sức gió trên cấp 12. Nhà giàn cao khoảng 15m nếu tính từ mặt biển tới sân thượng. Binh sĩ đồn trú thuộc biên chế Tiểu đoàn DK1, lúc đầu thuộc Lữ đoàn 171 Hải quân Nhân dân Việt Nam, về sau trực thuộc Bộ Tư lệnh Vùng 2 Hải quân. Họ trồng được rau xanh và nuôi được gia súc, gia cầm để đáp ứng nhu cầu thực phẩm.
Trạm khí tượng
Trên nhà giàn Huyền Trân có đặt một trạm quan trắc khí tượng cấp 1, tiêu chuẩn phát báo quốc tế. Theo Danh sách đính kèm Nghị định số 24/CP ngày 19 tháng 3 năm 1997 của Chính phủ Việt Nam quy định chi tiết thi hành Pháp lệnh Khai thác và Bảo vệ công trình khí tượng thủy văn, trạm Huyền Trân là công trình khí tượng thủy văn loại đặc biệt, nghĩa là có tầm quan trọng đặc biệt về chuyên môn kỹ thuật khí tượng thủy văn và trao đổi thông tin quốc tế,... hoặc có ý nghĩa quan trọng đối với các hoạt động kinh tế - xã hội, quốc phòng và an ninh quốc gia. Nhân sự gồm có hai quan trắc viên, mỗi ngày thực hiện quan trắc - phát báo 4 lần (4 obs), tăng tần suất khi có mưa bão, biển động; tần suất thu thập số liệu là nửa giờ một lần.
Hải đăng
Hải đăng Huyền Trân được hoàn thành trước năm 1994, chiều cao tháp đèn 23,4m, có tầm hiệu lực ban ngày là 10 hải lý, ban đêm là 12 hải lý. Ánh sáng trắng, chớp nhóm 2+1, chu kỳ 10 giây.

## Các yêu sách
Việt Nam
Việt Nam cho rằng, căn cứ Điều 60 Công ước Liên Hợp Quốc về Luật biển năm 1982 (UNCLOS 1982) quy định về các đảo nhân tạo, thiết bị và công trình trong vùng đặc quyền kinh tế và Điều 80 quy định về các đảo nhân tạo, thiết bị và công trình ở thềm lục địa, Việt Nam có đặc quyền tiến hành xây dựng, cho phép và quy định việc xây dựng, khai thác và sử dụng đảo nhân tạo, các thiết bị và công trình dùng vào mục đích được trù định ở Điều 56 của UNCLOS 1982 hoặc các mục đích kinh tế khác trong vùng đặc quyền kinh tế và thềm lục địa. Việt Nam tuyên bố không cố ý biến các bãi ngầm ở thềm lục địa phía nam nước này [trong đó có bãi Huyền Trân] thành đảo nổi và không gán ghép chúng vào quần đảo Trường Sa, đồng thời bác bỏ sự gán ghép này.
Trung Quốc
Năm 1935, Trung Hoa Dân quốc xuất bản "Biểu đối chiếu tên gọi Hoa-Anh các đảo thuộc Nam Hải Trung Quốc", trong đó phiên âm tên tiếng Anh Alexandra Bank sang tiếng Trung là 埃勒生達灘 (bãi Ai Lặc Sinh Đạt). Năm 1947, Bộ Nội vụ Trung Hoa Dân quốc đổi tên tiếng Trung của bãi này thành 人駿灘 (bãi Nhân Tuấn). Tên gọi Nhân Tuấn được Cộng hòa Nhân dân Trung Hoa (Trung Quốc) tiếp tục công nhận và sử dụng từ năm 1983. Trung Quốc xem bãi Huyền Trân là một phần của quần đảo Nam Sa, đồng thời xem quần đảo Nam Sa là bộ phận lãnh thổ bất khả phân của Trung Quốc.

### Công pháp quốc tế
- Khác với đảo, thực thể chìm ngập dưới biển không phải là đối tượng để các quốc gia tuyên bố chủ quyền một cách riêng rẽ, trừ khi chứng minh được chúng nằm trong vùng nước lịch sử hoặc nằm trong vùng đặc quyền kinh tế của thực thể khác.[13][14][15]
- Thềm lục địa không phải là bộ phận của lãnh thổ quốc gia, nói cách khác quốc gia ven biển không có chủ quyền đối với thềm lục địa.[16] Theo Điều 77 UNCLOS 1982, quốc gia ven biển chỉ thực hiện các quyền thuộc chủ quyền về mặt thăm dò và khai thác tài nguyên thiên nhiên của mình. Việc quốc gia ven biển thực thi quyền chủ quyền không được gây thiệt hại đến hàng hải hay các quyền và các tự do khác của các quốc gia khác đã được UNCLOS thừa nhận. Theo Điều 79 UNCLOS 1982, các quốc gia khác có quyền lắp đặt dây cáp và ống dẫn ngầm ở thềm lục địa nhưng cần được sự thỏa thuận của quốc gia ven biển.[17]